# إدوين إيفانز (رسام)
إدوين إيفانز (بالإنجليزية: Edwin Evans)‏ هو مدرس ورسام أمريكي، ولد في 2 فبراير 1860 في ليهي في الولايات المتحدة، وتوفي في 3 مارس 1946 في لوس أنجلوس في الولايات المتحدة.